# Llengües vòtiques
Les llengües vòtiques són una branca filogenètica de les llengües txibtxa parlades a Costa Rica i Nicaragua. Les quatre llengües conegudes d'aquesta família són:
- Rama a Nicaragua sud-oriental, extingida o gairebé extingida
- Voto parlada anteriorment a Costa Rica, actualment extingida
- Guatuso parlat al centre i nord de Costa Rica, actualment en perill d'extinció
- Corobicí parlat anteriorment al nord-oest de Costa Rica, actualment extint.

## Comparació lèxica
Els numerals en les diverses llengües vòtiques són:
| GLOSSA | Rama       | Guatuso             | PROTO- VÒTIC |
| ------ | ---------- | ------------------- | ------------ |
| '1'    | saimiŋ     | anaː-katʃumaː       |              |
| '2'    | puksak     | pauŋka              | *pau-k-      |
| '3'    | pansak     | poiːkiriː           | *poi-        |
| '4'    | kuŋkuŋbi   | pakeːkiriː          | *pake-       |
| '5'    | kʷikistar  | oːtiŋ               |              |
| '6'    | 5 uruksu 1 | 5 1                 | *5+1         |
| '7'    | 5 uruksu 2 | 5 2                 | *5+2         |
| '8'    | 5 uruksu 3 | 5 3                 | *5+3         |
| '9'    | 5 uruksu 4 | 5 4                 | *5+4         |
| '10'   | 5 uruksu 5 | pakeːnepakeːne kuiŋ |              |